# Marco Albini
Marco Albini (Milano, 9 agosto 1940) è un architetto e designer italiano.

## Biografia
Figlio dell'architetto e designer funzionalista Franco Albini e di Carla Vaccari, si è laureato nel 1965 presso il Politecnico di Milano, di cui attualmente è docente di Progettazione architettonica e urbana; è entrato a far parte dello studio del padre a partire dagli anni '60. Oggi è titolare di un suo studio di architettura ed è considerato uno specialista negli allestimenti museali.
Ha dapprima affiancato e poi è succeduto al padre nella progettazione delle stazioni delle Linee 1 e 2 della Metropolitana di Milano fino al 1990, in collaborazione con Franca Helg e Antonio Piva. Con il suo studio ha progettato la stazione Molino Dorino della Linea 1 e la stazione di interscambio Romolo della Linea 2, poi non eseguita.
Attualmente è presidente della Fondazione Franco Albini e continua l'attività di progettazione.

## Opere
Tra le altre opere eseguite con lo studio Marco Albini/Franca Helg/Antonio Piva, poi divenuto Studio Albini Associati, vanno ricordate: 
- il progetto dell'edificio per il terziario e residenziale in via Madre di Dio a Genova (1969 - 1978);
- Palazzo Lascaris, sede del Consiglio regionale del Piemonte a Torino (1974 - 1983);
- la ristrutturazione dell'isolato e del Teatro Fossati oggi sede del Teatro Studio, a Milano (1974 - 1980);
- la ricostruzione del complesso di Sant'Agostino a Genova e del relativo nuovo museo lapidario (1977 - 1986)[3];
- la ristrutturazione del cinema Odeon in via Santa Redegonda a Milano e la sua trasformazione in multisala (1982 - 1986)[4];
- il nuovo Museo degli Eremitani di Padova (1986)[5];
- il restauro dei Chiostri di Sant'Eustorgio a Milano e l'allestimento del Museo Diocesano (1996);
- la ristrutturazione e la creazione dell'Accademia Europea del Gusto presso l'Università di Scienze Gastronomiche di Pollenzo a Bra, (1999); il complesso prevede un albergo, un ristorante, un'enoteca, sale conferenze e una banca del vino oltre all'accademia stessa.
- la ristrutturazione di Palazzo Carmagnola, sede della Consob, a Milano (2000 - 2003);
- ristrutturazione e allestimento del comparto museale presso il Palazzo Reale di Milano;
- ristrutturazione e allestimento della Manica Nuova di Palazzo Reale a Torino con l'allestimento della Galleria Sabauda[6] (2004-2014)[7];
- il restauro del Palazzo del Broletto a Pavia (2008 - 2009).